# Valeri Broshine
Valeri Viktorovitch Broshine (russe : Валерий Викторович Брошин), né le 19 octobre 1962 à Léningrad à l'époque en URSS et aujourd'hui en Russie, et mort le 5 mars 2009 à Moscou, est un footballeur turkmène d'origine russe (international soviétique) qui évoluait au poste de milieu de terrain, avant de devenir ensuite entraîneur.

## Biographie

### Carrière de joueur

#### Carrière en club
Valeri Broshine joue dans de nombreux pays. Il évolue ainsi en URSS, en Finlande, en Espagne, en Russie, en Israël, au Turkménistan, et enfin en Biélorussie.
Il dispute 283 matchs au sein des championnats soviétiques avec les clubs du Zénith Léningrad et du CSKA Moscou, inscrivant 42 buts. Il réalise sa meilleure performance lors de l'année 1989, où il inscrit 11 buts en deuxième division.
Il joue également 28 matchs en première division russe (cinq buts), 23 matchs en première division biélorusse (deux buts), 20 matchs en première division finlandaise (cinq buts), et 13 matchs en première division israélienne. 
Lors de la saison 1992-1993, il réalise un bref passage en Espagne avec le club du CD Badajoz, disputant 16 matchs et marquant trois buts en Segunda División.
Au sein des compétitions européennes, il dispute deux matchs en Coupe de l'UEFA, et quatre en Coupe des coupes.
Son palmarès est principalement constitué de deux titres de champion d'URSS, ainsi que d'une Coupe d'URSS.

#### Carrière en sélection
Valeri Broshine reçoit trois sélections en équipe d'URSS, sans inscrire de but, entre 1987 et 1990.
Il joue son premier match en équipe d'URSS le 18 avril 1987, en amical contre la Suède (défaite 1-3 à Tbilissi). Il joue son deuxième match le 25 avril 1990, en amical contre l'Irlande (défaite 1-0 à Dublin). Il reçoit sa dernière sélection avec l'URSS le 29 août 1990, en amical contre la Roumanie (défaite 1-2 à Moscou).
Il participe avec l'équipe d'URSS à la Coupe du monde de 1990. Lors du mondial organisé en Italie, il ne joue aucun match.
Après la dislocation de l'URSS, il joue en faveur de l'équipe du Turkménistan. Il dispute avec cette équipe cinq matchs rentrant dans le cadre des éliminatoires du mondial 1998, inscrivant un but.

### Carrière d'entraîneur
Valeri Broshine dirige les joueurs du Nika Moscou de 2005 à 2006. 

## Palmarès

### Palmarès de joueur
| Zénith Léningrad \| - Championnat d'URSS (1) : - Champion : 1984. - Coupe d'URSS : - Finaliste : 1984. \| \| - Supercoupe d'URSS (1) : - Vainqueur : 1984. \| |  | CSKA Moscou - Championnat d'URSS (1) : - Champion : 1991. - Coupe d'URSS (1) : - Vainqueur : 1990-91. |
| - Championnat d'URSS (1) : - Champion : 1984. - Coupe d'URSS : - Finaliste : 1984.                                                                            |  | - Supercoupe d'URSS (1) : - Vainqueur : 1984.                                                         |

 Köpetdag Achgabat
- Championnat du Turkménistan (2)
  - Champion : 1995 et 1998.
  - Vice-champion : 1996 et 1998-99.

- Coupe du Turkménistan (2)
  - Vainqueur : 1997 et 1998-99.
  - Finaliste : 1995.

### Palmarès d'entraîneur
FK Gomel
- Coupe de Biélorussie (1)
  - Vainqueur : 2001-02.